# Gregory Jarvis
Gregory Bruce Jarvis (Detroit, 24 de agosto de 1944 – Cabo Canaveral, 28 de janeiro de 1986) foi um engenheiro eletricista e astronauta estadunidense, especialista de carga do ônibus espacial Challenger.

## Educação
Em 1962 graduou-se na Mohawk Central High School em Mohawk, Nova York e mais tarde, em 1967 recebeu uma licenciatura em engenharia eletrica da Universidade Estadual de Nova Iorque em Buffalo. Dois anos mais tarde, em 1969, recebeu uma graduação master em engenharia elétrica da Universidade do Nordeste em Boston, Massachusetts; o mesmo ano também completou um curso de administração em West Coast University em Los Angeles, Califórnia.

## Carreira
Quando estava estudando na Universidade do Nordeste para conseguir a pós-graduação, Jarvis trabalhou em Raytheon, em Bredford, Massachusetts onde esteve envolvido no desenho de circuitos do míssil SAM-D. Em julho de 1969 entrou na Força Aérea onde foi designado à Divisão Espacial em El Segundo, Califórnia. Na Agência do Programa de Comunicações via Satélite ocupou o posto de Engenheiro de Comunicações de Carga Útil, onde trabalhou nos satélites de comunicações táticas de tecnologia avançada. Ali foi encarregado da elaboração do conceito, seleção de fonte e das primeiras etapas do desenho da carga de comunicações FLTSATCOM. Em 1973 depois de deixar a Força Aérea com o categoria de Capitão, Jarvis ingressou no grupo de Comunicações e Espaço da Hughes Aircraft Company, onde trabalhou como Engenheiro de Sub-sistema de Comunicações para o programa MARISAT.
Em 1975 se converteu no Diretor da Integração das Naves de Prova MARISAT F-3. Em 1976, o MARISAT foi colocado em órbita geosincrónica. No mesmo ano, Jarvis se converteu em um membro do Laboratório de Aplicações de Sistemas e trabalhou no conceito e na definição das comunicações UHF e SHF de tecnologia avançada para as forças estratégicas. Ao ingressar ao Laboratório de Programas de Tecnologias Avançadas em 1978, Jarvis começou a trabalhar na formulação do conceito e sub-seguinte proposta para o Programa SYNCON IV/LEASAT. Em 1979 se converteu no Engenheiro de Sub-sistemas de Energia/Térmica/Arnês do Programa LEASAT.
Em 1981, Jarvis se converteu no Engenheiro do Sistema do Ônibus Espacial e em 1982 no Diretor Assistente de Engenharia do Sistema de Naves Espaciais. Em 1983 cumpriu com as funções de Diretor de Integração e Prova das naves F-1, F-2 e F-3 e da estrutura de suporte, onde trabalhou até o envio do F-1 e da estrutura de suporte até Cabo Canaveral para ser integrados ao Orbitador. Tanto o F-1 e a nave F-2 LEASAT tem alcançado com êxito suas posições geosincrônicas. Nesta etapa Jarvis trabalhou nos desenhos dos satélites e no Laboratório de Sistemas de Aplicação. Em julho de 1984 foi selecionado pela NASA como candidato a especialista de carga do Ônibus Espacial.

## Experiência na NASA

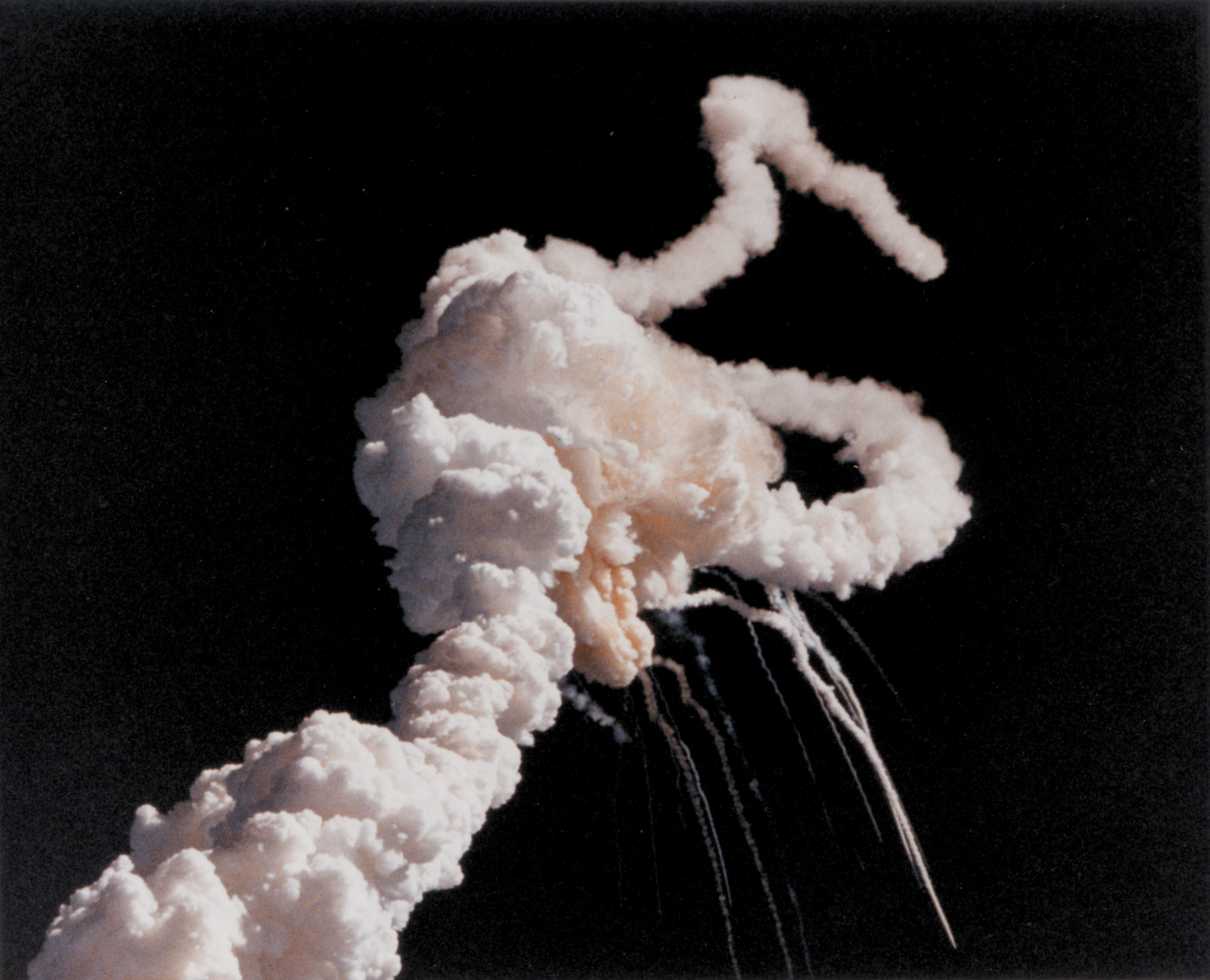
Segundos após a explosão. O rastro de condensação indica a trajetória errática dos propulsores após a separação dos componentes do foguete. O módulo orbital e o tanque deixam rastros brancos finos em sua trajetória de queda em direção ao Oceano Atlântico.

Jarvis foi designado para missão STS 51-L do Challenger que decolou do Centro Espacial Kennedy, Flórida as 11:38:00 EST (16:38:00 UTC) em 28 de janeiro de 1986. A tripulação do Challenger estava integrada da seguinte maneira: comandante Francis Scobee, o piloto  Michael Smith e os especialistas de missão: o Dr. Ronald McNair, o Tenente General Ellison Onizuka, a Dra. Judith Resnik e a companheira especialista de carga civil Christa McAuliffe. Os sete tripulantes morreram depois da Challenger ter se desfeito devido a uma infiltração de gases provenientes de um anel defeituoso do foguete de propulsão sólido direito. Isto provocou uma explosão que desintegrou a nave imersa em uma bola de fogo. O módulo da cabina sobreviveu intacto e se desprendeu da explosão para cair no mar durante 2 minutos e meio desde uma altura de 15 240 metros.